# Changhe

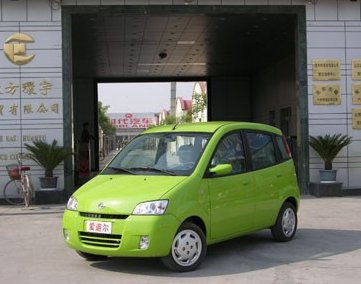
La Changhe Ideal

Jiangxi Changhe Automobile (chinois : 昌河汽车 ; pinyin : chānghé qìchē) ou plus simplement Changhe est un constructeur automobile basé à Jingdezhen dans la province de Jiangxi en Chine. C'est actuellement une filiale de Changan automobile, tout en étant engagé dans une coentreprise avec Suzuki. La production de Changhe est d'environ 200 000 véhicules par an.

## Véhicules
- Changhe A6 (en)
- Changhe Beidouxing (en) (Changhe Big Dipper)
- Changhe Freedom M50

### Anciens modèles
- Changhe Ideal (en)
- Changhe Freedom
- Changhe Freedom M60 (en)
- Changhe Freedom M70
- Changhe Fuyun (en)
- Changhe Haitun (en)
- Changhe Q25 (en)
- Changhe Q35 (en)
- Changhe Q7 (en)
- Changhe Changlingwang (CH6353)/ Changhe CH6321B

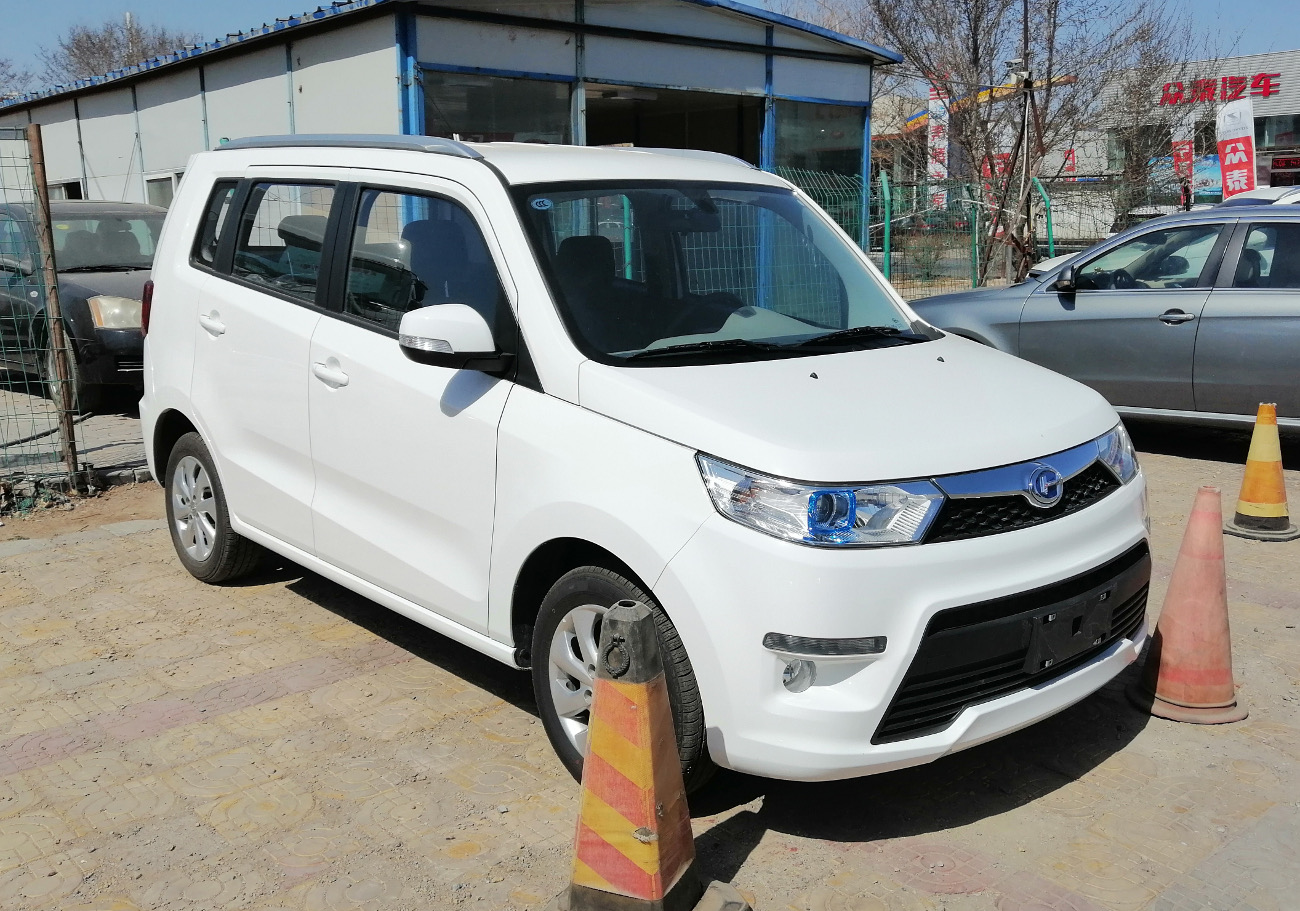
Changhe Beidouxing II
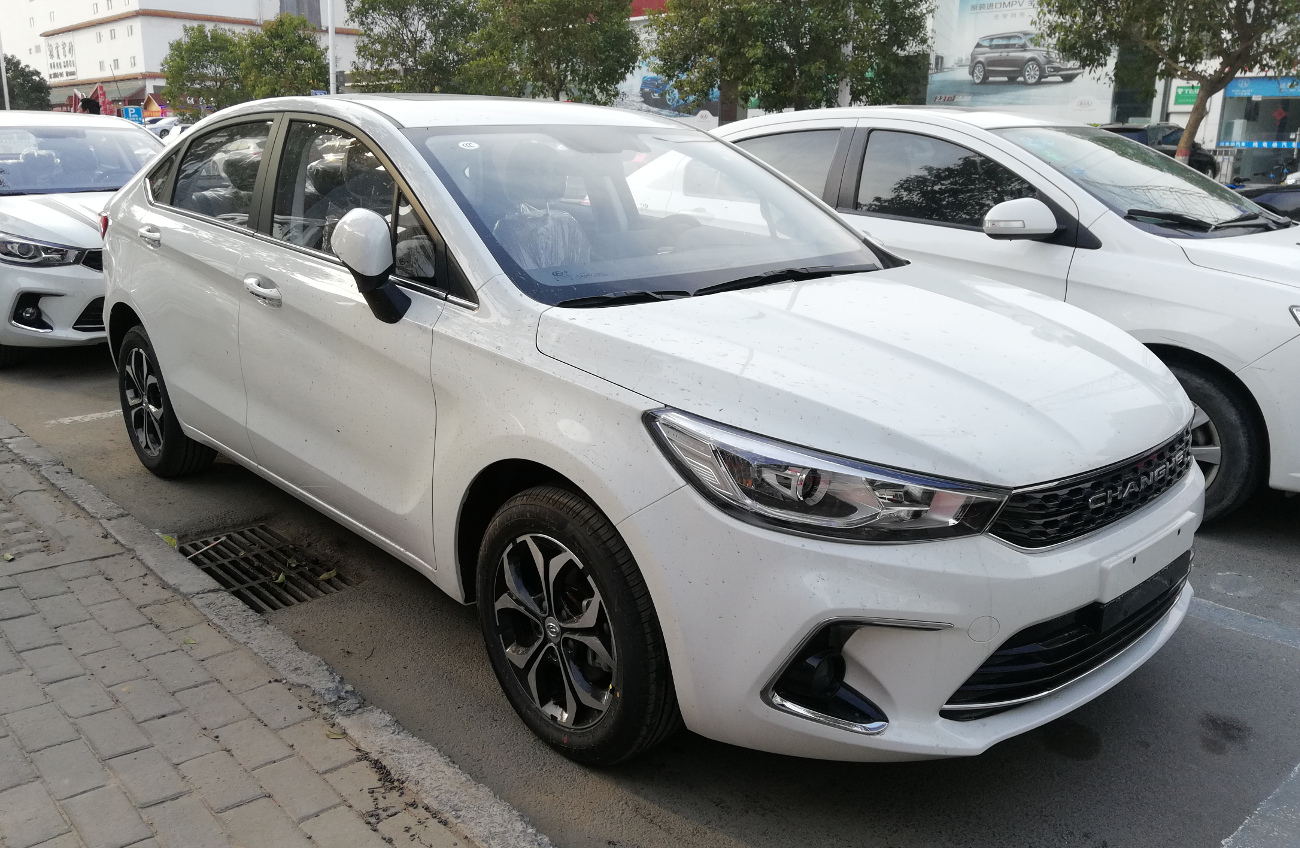
Changhe A6
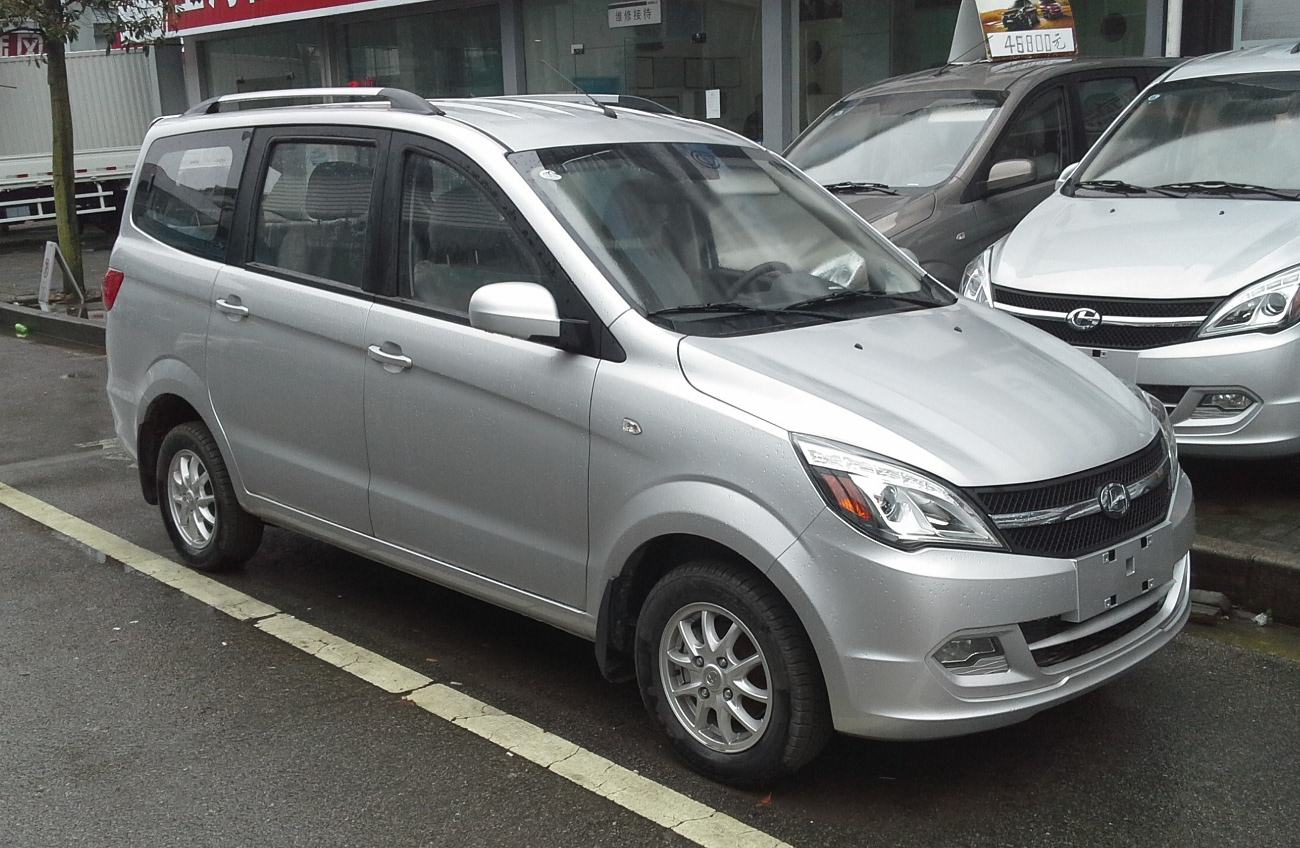
Changhe Freedom M50
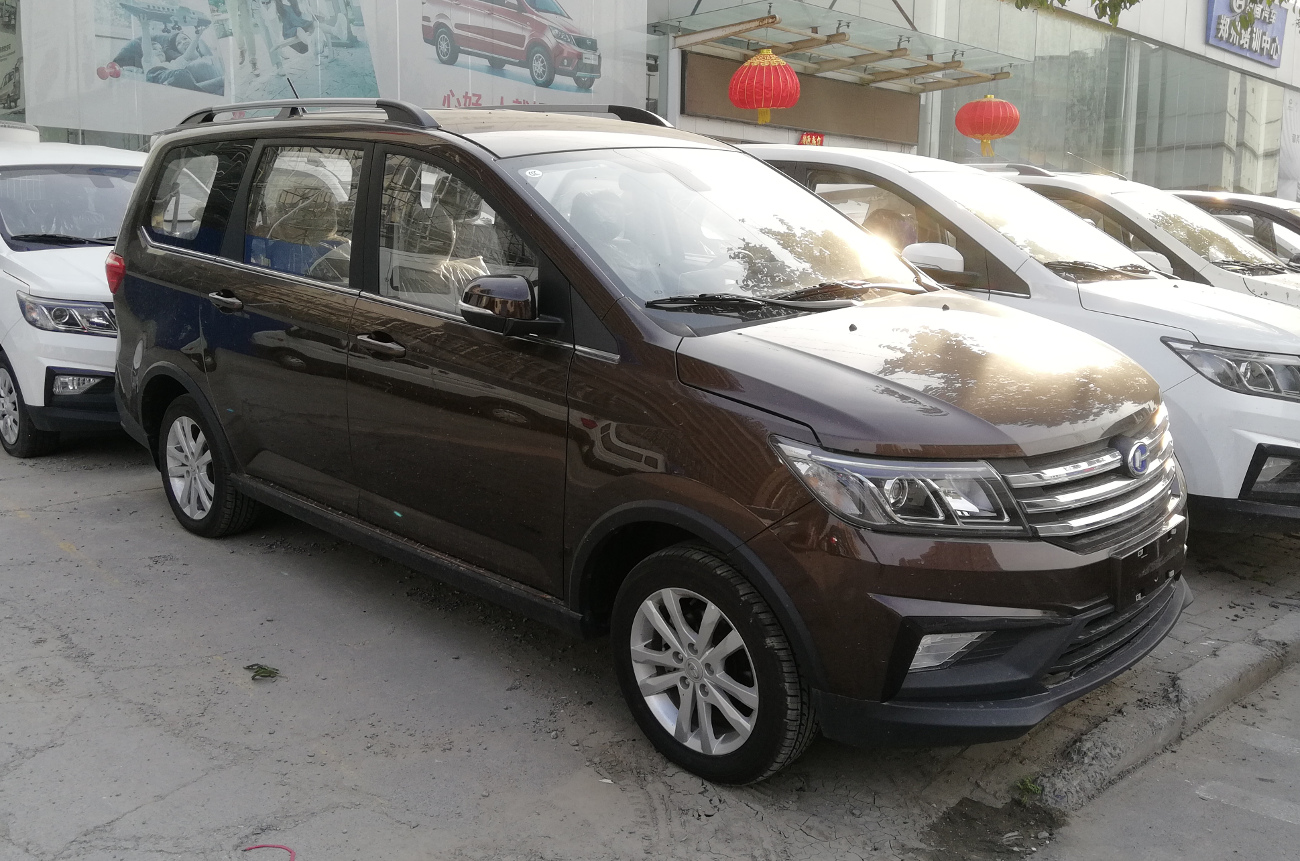
Changhe Freedom M70
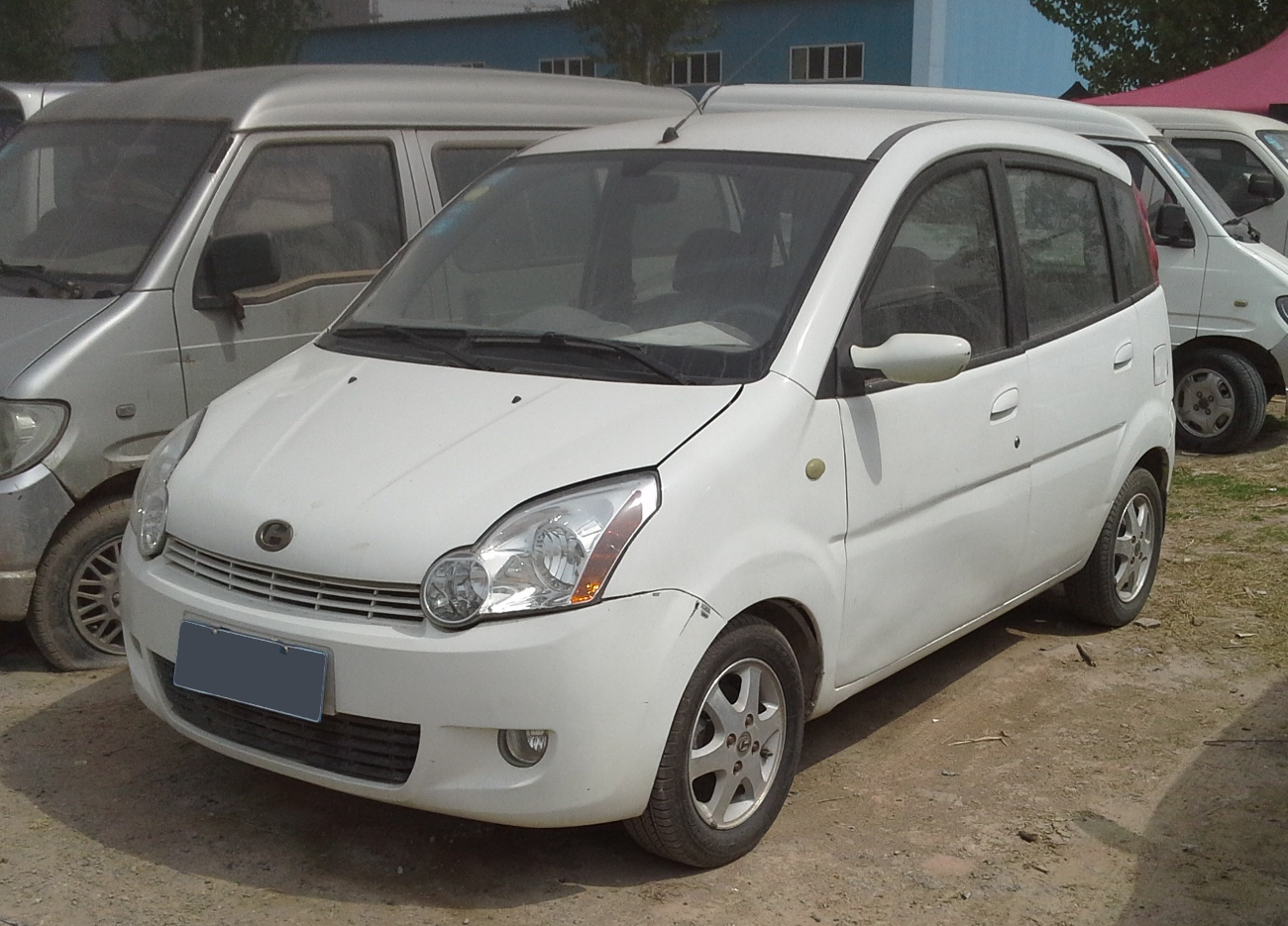
Changhe Ideal II
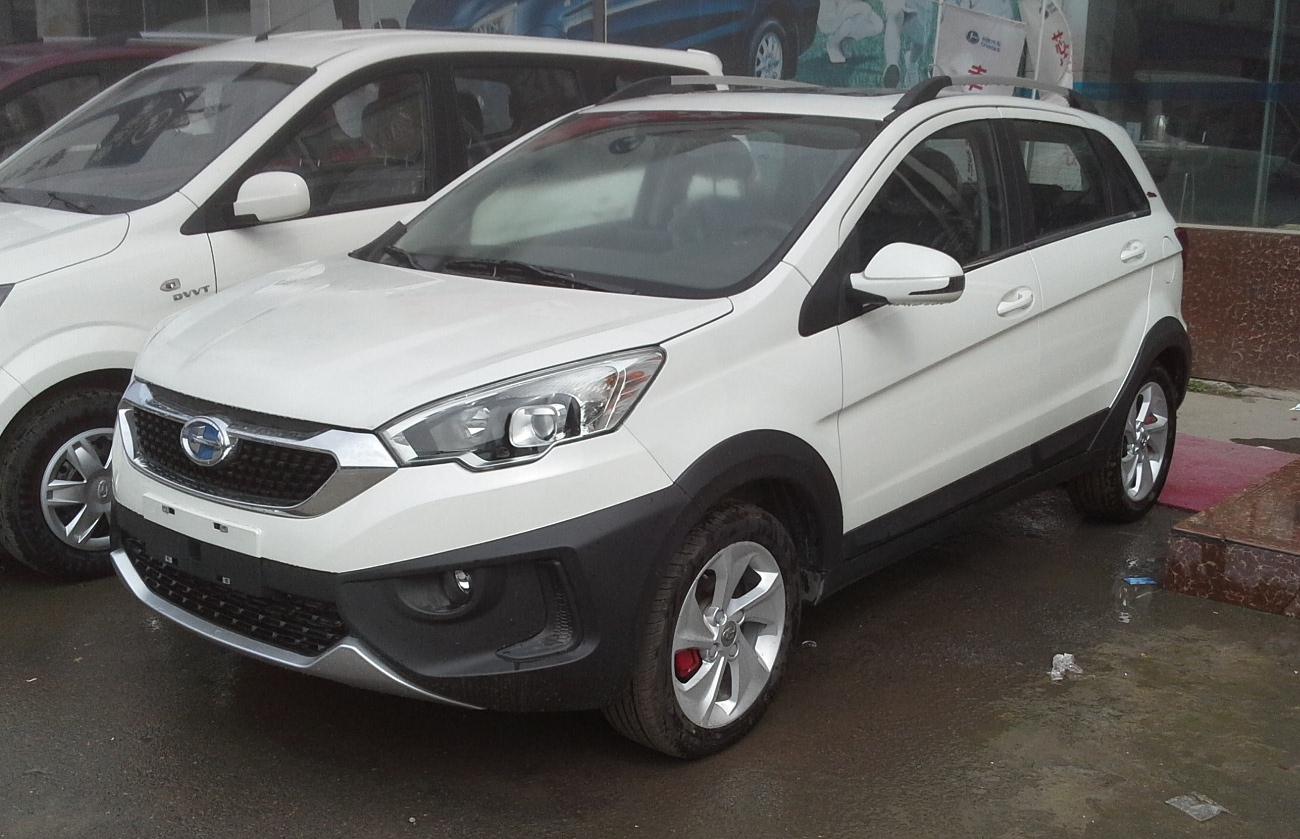
Changhe Q25
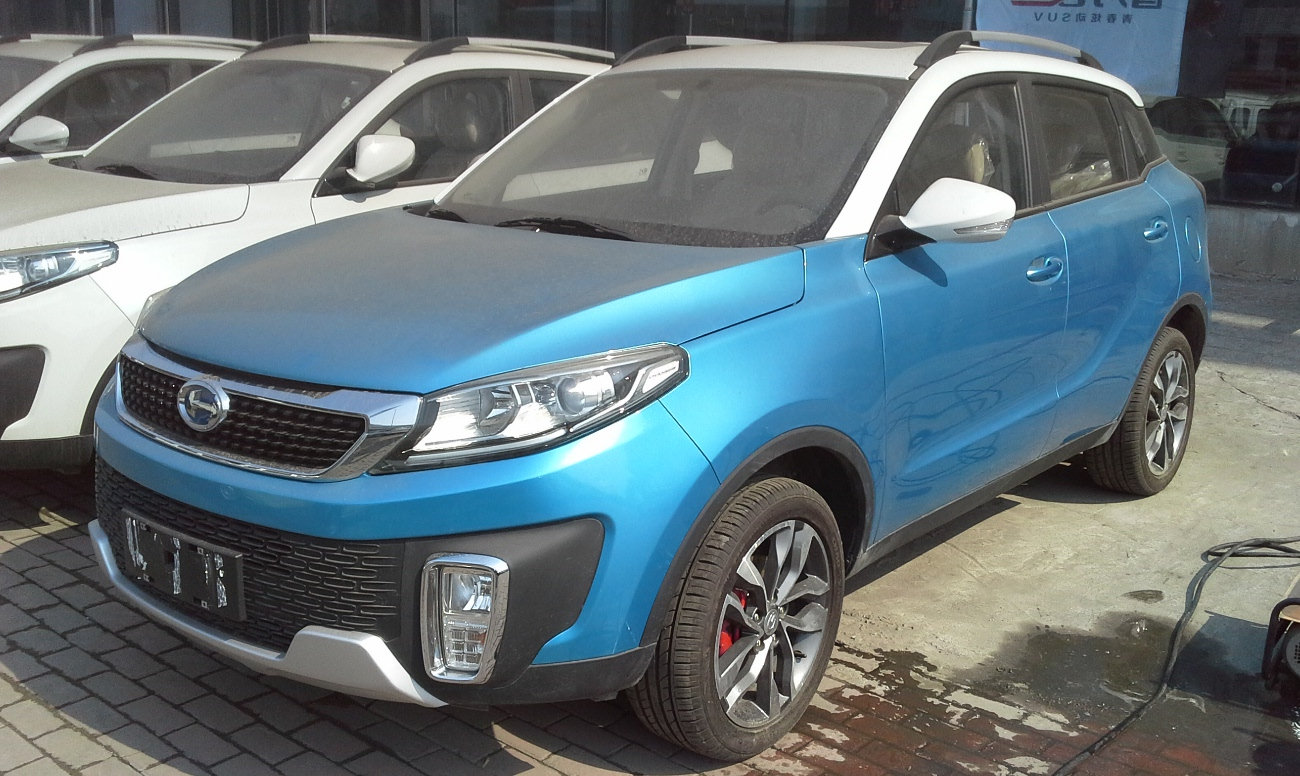
Changhe Q35
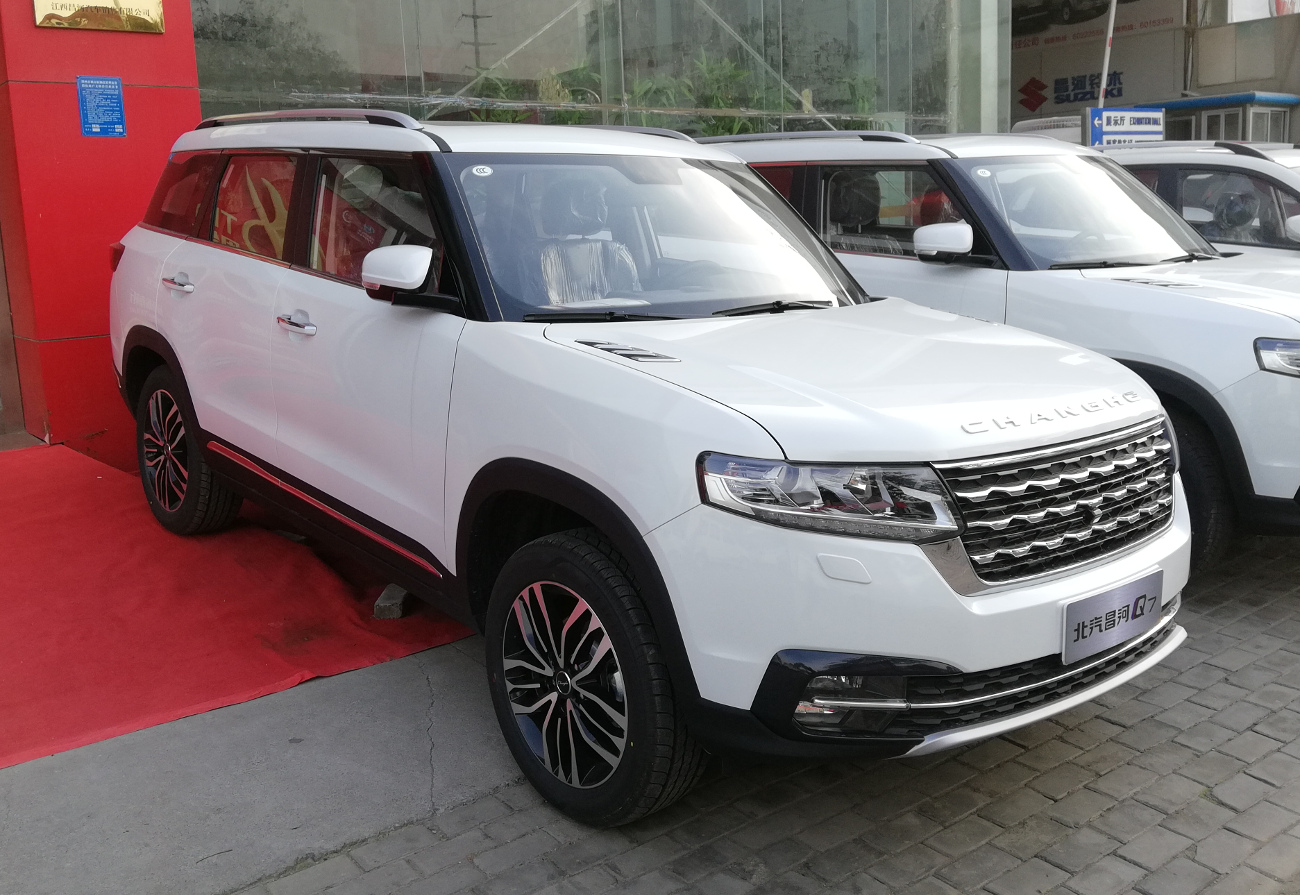
Changhe Q7

## Bases de production
Changhe localise sa production dans la province du Jiangxi, dans la ville de jincheng et dans la ville de Jiujiang, et dans la capitale de la province Anhui, Hefei. Les moteurs sont fabriqués sur le site de Jiujiang, et les trois bases de production assemblent des voitures.